# Mindszentgodisa
Mindszentgodisa is een plaats (község) en gemeente in het Hongaarse comitaat Baranya. Mindszentgodisa telt 1017 inwoners (2001).